# Tammela (Finland)
Tammela is een gemeente in de Finse provincie Zuid-Finland en in de Finse regio Kanta-Häme. De gemeente heeft een landoppervlakte van 640,61 km² en telt 5.879 inwoners (2022).